# Lucile Chaufour
Lucile Chaufour est une cinéaste et musicienne française.

## Cinéaste, entre fiction et documentaire
Après des études aux Arts décoratifs de Paris, Lucile Chaufour produit une compilation de vidéos musicales de la scène alternative française sous le label Le Cri du Tamarin. Puis, elle s’engage dans la diffusion de musiques punk-rock d’Europe de l’Est. Elle travaille ensuite comme scénariste pour les éditions Casterman avec le dessinateur Frédéric Rébéna. En 2008, son premier court-métrage L’Amertume du chocolat  est présenté au Festival de Cannes (sélection ACID). L’année suivante, son premier long-métrage Violent Days, en sélection à la Berlinale, reçoit le Grand Prix au festival EntreVues. En 2012, son premier documentaire East Punk Memories  reçoit le Prix des Jeunes au Cinéma du réel. En 2014, son deuxième court-métrage, Léone, mère & fils, reçoit le Grand Prix VyG Competition au Festival international du cinéma indépendant de Buenos Aires (BAFICI). En 2015, elle coréalise avec Bernhard Braunstein les films expérimentaux Blues et Sleeping Image présentés en installation au FIDMarseille. En 2017, son film 115 dB est en sélection au Cinéma du réel. En 2023, son long-métrage Love & Crashes est sélectionné au Festival international du film de Rotterdam (IFFR). 

## Musicienne, entre jazz et électro
Après des études dans plusieurs écoles de musique, elle joue dans des groupes rock, jive et swing dont Primitiv Combo, Duck & Cover, Trottel, Sayag Jazz Machine [...]. Elle enregistre quelques titres avec les musiciens Serge Merlaud, Andrea Agostini, Martin Siewert, Nicolas Laureau, Christophe Van Huffel [...]. 

## Filmographie
- 2004 : Violent Days, fiction, Grand Prix du festival du film EntreVues 2004, Belfort
- 2008 : L’Amertume du chocolat, fiction, sélection ACID 2008, Cannes
- 2012 : East Punk Memories, documentaire, Prix des jeunes au Cinéma du réel 2012, Paris
- 2013 : Sleeping Image, expérimental, festival IndieLisboa 2014, FIDMarseille 2015
- 2014 : Léone, mère & fils, documentaire, Grand Prix au BAFICI 2015, Buenos Aires
- 2017 : 115 dB, documentaire expérimental, Cinéma du réel 2017, Paris
- 2023 : Love & Crashes, hybride documentaire-fiction, Festival international du film de Rotterdam (IFFR)